# Ricardo Bofill
Ricardo Bofill (katalánsky Ricard Bofill Leví, 5. prosince 1939 Barcelona – 14. ledna 2022 Barcelona) byl španělský architekt a urbanista katalánského původu.

## Životopis
Ricardo Bofill začal studovat architekturu v Barceloně a poté pokračoval na École d'Architecture v Ženevě. V roce 1963 založil v Barceloně architektonický ateliér Taller de Arquitectura, který sídlí v bývalé cementárně v Sant Just Desvern.

## Vybrané projekty

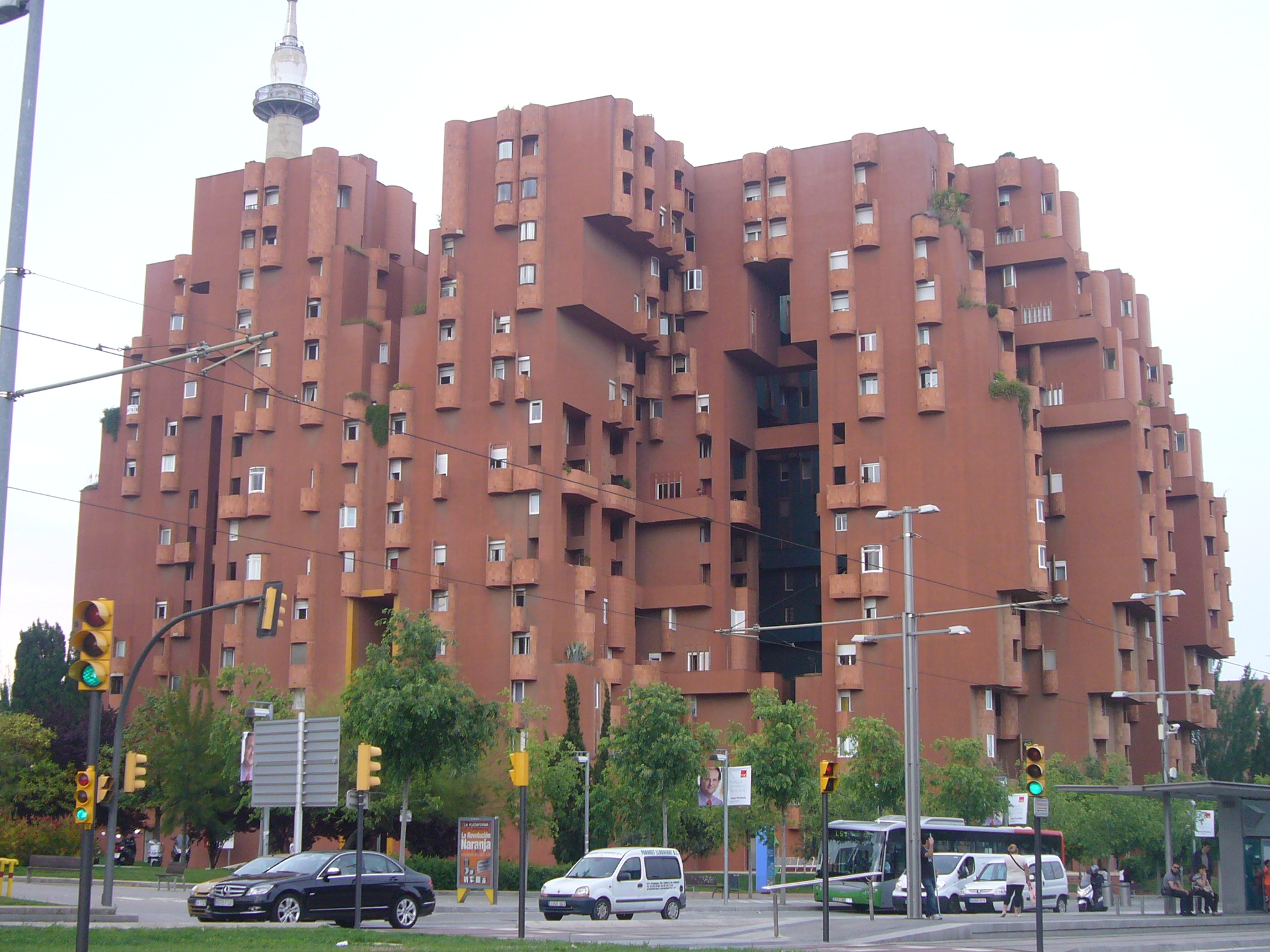
Walden 7

- 1974: Sant Just Desvern (Španělsko) – budova Walden 7
- 1978: Montpellier (Francie) – Quartier Antigone
- 1982: Noisy-le-Grand (Francie) – obytný komplex Espaces d'Abraxas
- 1982: Saint-Quentin-en-Yvelines (Francie) – viadukt
- 1984: Montpellier – náměstí Place du Nombre d'Or
- 1985: Paříž – náměstí Place de Catalogne a Place de Séoul
- 1986: Bordeaux (Francie) – vinné sklepy na zámku Château Lafite-Rothschild
- 1988: Montpellier – sídlo regionu Languedoc-Roussillon
- 1988: Houston (USA) – Shepherd School of Music
- 1989: Mety (Francie) – přestavba zbrojnice na kulturní centrum
- 1989: La Hulpe (Belgie) – sídlo společnosti SWIFT
- 1992: Chicago (USA) – mrakodrap 77 West Wacker Drive

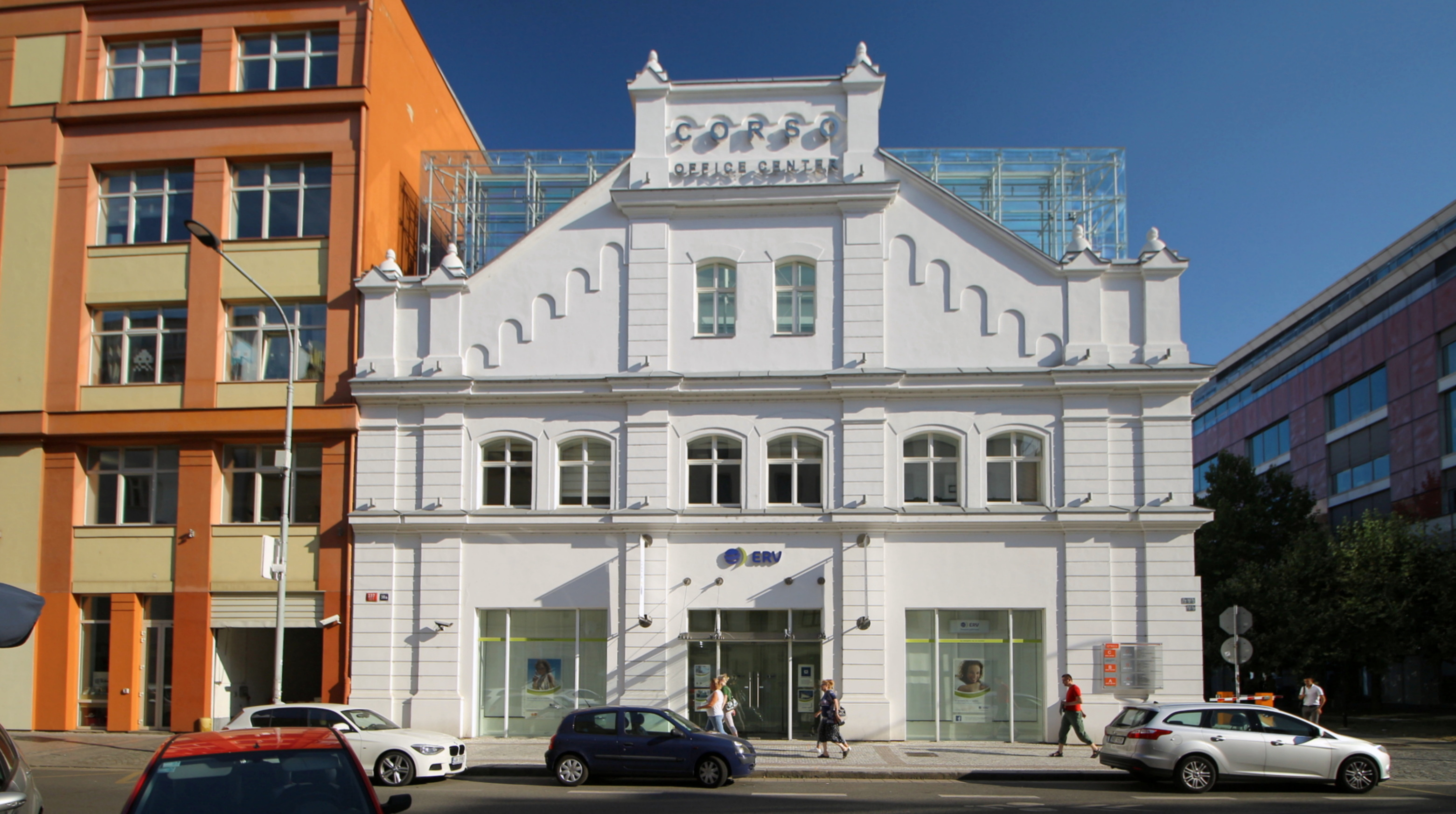
Corso Karlín, Praha (2001)

- Corso Karlín, Praha (2001)1998: Casablanca (Maroko) – obchodní centrum Twin Center
- 2000: Praha – Corso Karlín[2]
- 2001: Praha – Crystal Karlín[3]
- 2001: Tokio (Japonsko) – sídlo společnosti Shiseido
- 2006: Barcelona – terminál 1 na letišti El Prat
- 2014: Praha – Forum Karlín
- 2016: Panorama City, Bratislava
- 2016: Praha – Obecní dvůr